# 7
7 — невисокосний рік, що почався в понеділок за григоріанським календарем.

## Події
- Велике іллірійське повстання
- Римсько-далматинські війни

## Померли
- Афінодор Каноніт — давньогрецький філософ;